# Гребінничок лісовий
Гребінничок лісовий (Waldsteinia geoides) — вид квіткових рослин родини трояндових (Rosaceae).

## Біоморфологічна характеристика
Це трав'яниста багаторічна рослина з листковою розеткою. Кореневище повзуче, коротке. Стебла 8–25 см заввишки, з 5–7 квітками в пазухах лускоподібних приквітків, квітконоси тонкі. Листки широко-серцеподібно-ниркоподібні, глибоко (3)5–7-лопатеві; листкова ніжка довга. Квітки 15–20 мм у діаметрі, чашолистки лінійні, пелюстки жовті, яйцюваті. Сім'янки широко обернено-яйцеподібні, 3.5–3.7 × 2.6–2.8 мм, поверхня без блиску, знизу тонко-волосиста і темно-коричнева, у верхній частині гладка, шовковисто-волосиста і жовтувато-зелена. 2n = 14.

## Поширення
Країни зростання: Болгарія, Словаччина, Угорщина, Румунія, Україна, Сербія, Македонія.
Росте у світлих лісах, на чагарникових схилах, у вологих ґрунтах нагірної та гірської зон, культивується в садах і альпінаріях.
В Україні населяє світлі ліси, чагарники — у Прикарпатті, Розточчі-Опіллі та західному Лісостепу — у Придністрянській частині. У ЧКУ має статус «вразливий».

## Вид
Використовується як ґрунтопокривна декоративна рослина.

## Галерея

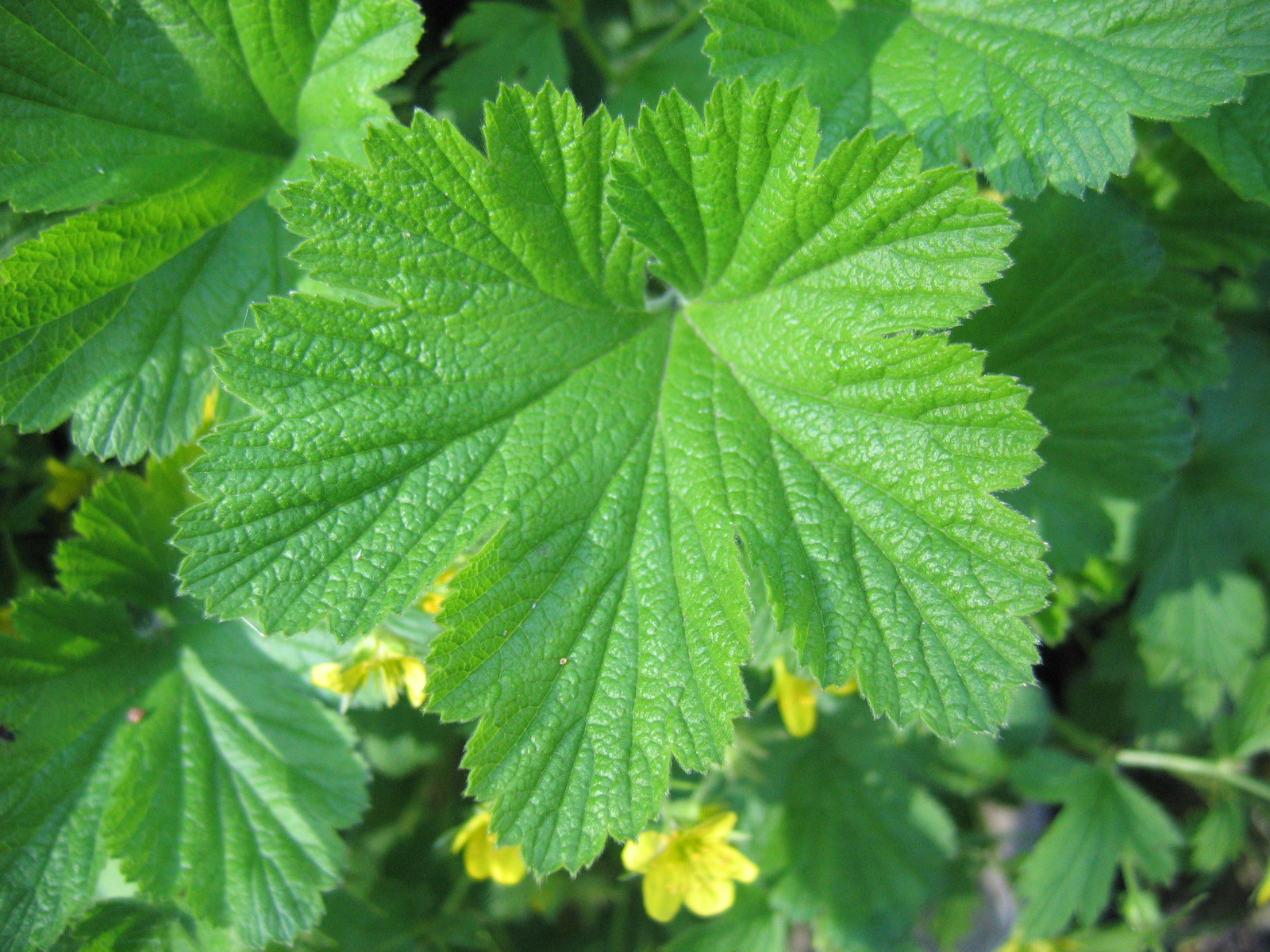
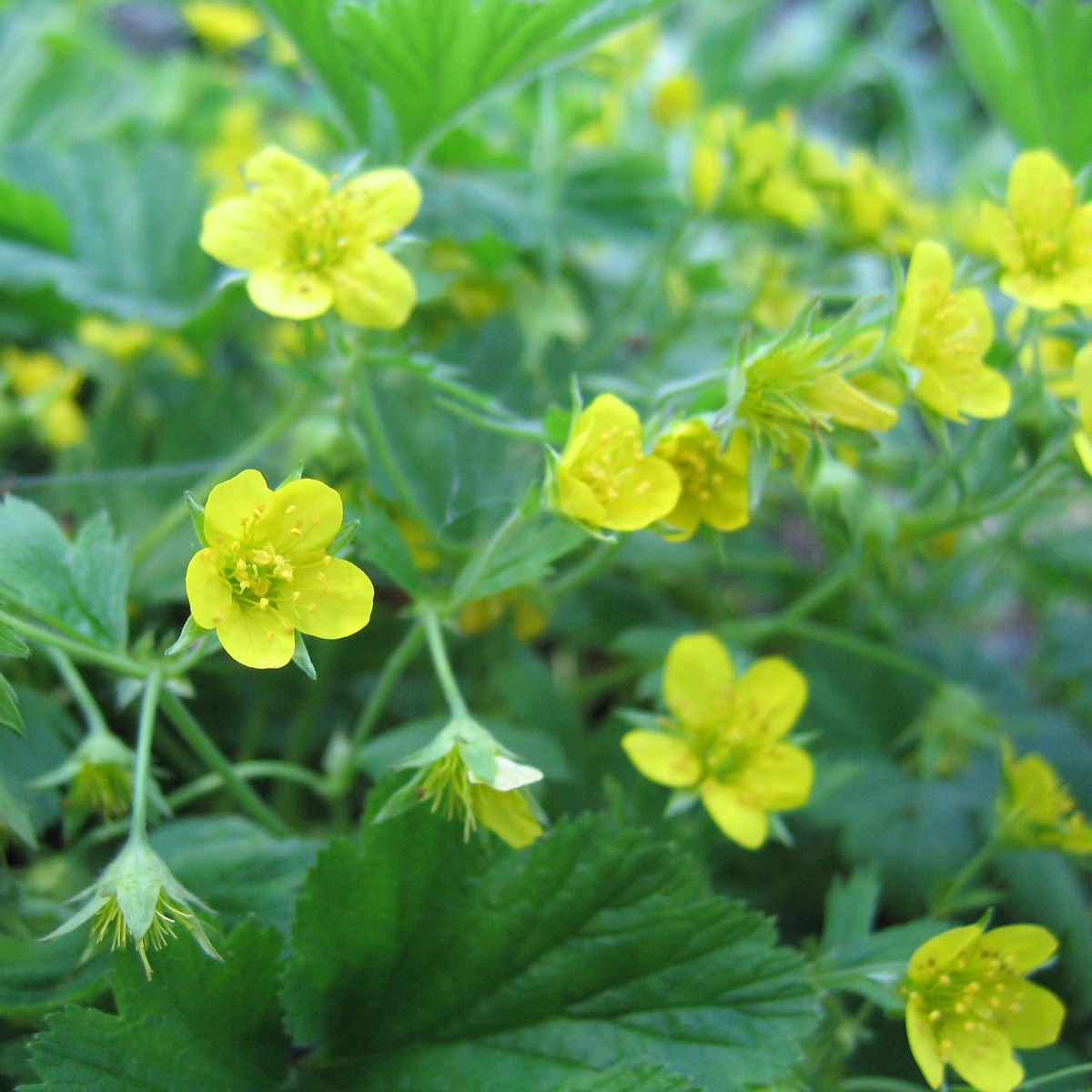